# Sphere (Megumi Hayashibara)
SpHERE è il quinto album della cantante giapponese Megumi Hayashibara uscito il 2 luglio 1994 per la Starchild. Il disco è stato ripubblicato dalla King Records il 16 marzo 2005. L'album ha raggiunto l'ottava posizione della classifica degli album più venduti in Giappone.

## Tracce
1. Until Strawberry Sherbet - 4:59
2. Dance with me... Saigo no Rakuen (Dance with me... 最後の楽園) - 4:42
3. Hoshi wo Tobi Koete (星を飛び越えて; Jumping Over the Stars) - 4:14
4. Yume Hikou (夢飛行; Dream Flight) - 3:51
5. Bon Voyage! - 4:23
6. Living in the same time ~Onaji Toki wo Ikite~ (~同じときを生きて~) - 4:25
7. Yume Hurry Up (夢 Hurry Up) - 4:05
8. Sunaona Kimochi (素直な気持ち) - 4:30
9. Nakeba Ii no (泣けばいいの) - 4:34
10. Ashita Smile (明日 Smile) - 4:22
11. Hoshi no Nai Yoru e (星のない夜へ) - 4:23
12. be Natural - 5:02
13. Rousseau no Mori / Chagall no Sora (ルソーの森/シャガールの空)  - 4:59